# Anno 1404
Anno 1404, in Nordamerika Dawn of Discovery, ist der vierte Teil der Aufbauspielserie Anno und der Nachfolger von Anno 1701. Das Spiel wurde von den deutschen Studios Related Designs und Blue Byte für Windows entwickelt und am 25. Juni 2009 vom französischen Konzern Ubisoft veröffentlicht.
Anno 1404 handelt wie der Vorgänger von der Erkundung und Besiedlung bislang unerschlossener Territorien. Der Spieler übernimmt die Rolle eines Seefahrers in der Epoche des späten Mittelalters. Sein Ziel ist es, in bisher unerschlossenen Gebieten eine Metropole zu errichten. Damit Einwohner in diese Stadt ziehen, produziert der Spieler in immer komplexer werdenden Produktionsketten Verbrauchsgüter, mit denen er seine Siedlung versorgt.
Der Titel erhielt von der Fachpresse überwiegend positive Bewertungen, insbesondere im deutschsprachigen Raum. Kritiker lobten, dass die Weiterentwicklung von Anno 1701 in beinahe allen Punkten gelungen sei. Das Spiel sei abwechslungsreicher, schöner und fordernder als sein Vorgänger. Der Wegfall der Mehrspielerkomponente sei dagegen enttäuschend. Auf Grund des Feedbacks fand diese jedoch durch eine Erweiterung ihren Weg zurück ins Spiel.
Das Spiel erhielt mehrere Auszeichnungen, darunter einen Red Dot Design Award und einen Deutschen Computerspielpreis.
Im Februar 2010 erschien eine Erweiterung mit dem Titel Anno 1404: Venedig. Ein Jahr später folgte mit Anno 2070 ein Nachfolger.

## Handlung
Die Handlung des Spiels wird in einer Kampagne erzählt. Sie spielt zeitlich im spätmittelalterlichen Europa, bezieht sich jedoch nicht auf konkrete historische Figuren oder Ereignisse. Die Kampagne handelt von einer klerikalen Intrige zum Sturz des Kaisers. Der Spieler übernimmt die Rolle einer nicht weiter benannten Hauptfigur, die dem Adligen Richard Northburgh untergeordnet ist.
Der Kaiser ist an einer bislang unbekannten Krankheit erkrankt. Einer seiner Verwandten, Lord Richard Northburgh, beabsichtigt, einen Dom zu errichten, um für dessen Genesung zu beten. Der Spielercharakter unterstützt ihn hierbei. Kurz nach Baubeginn erscheint allerdings Guy Forcas auf der Baustelle, der sich als Gesandter des Kaisers gibt und Northburgh auffordert, ihm bei der Aufstellung eines Kreuzfahrerheeres zu helfen. Northburgh kommt dieser Aufforderung widerwillig nach, da sie ihn vom Bau des Doms abhält. Außerdem zweifelt er an der Rechtmäßigkeit von Forcas’ Auftrag.
Nachdem Forcas ein ansehnliches Kreuzfahrerheer aufgestellt hat, trifft Kardinal Lucius, ein Kirchenoberhaupt und Forcas’ Auftraggeber, auf dessen Insel ein und begutachtet wohlwollend die Fortschritte. Wenig später bricht Forcas mit einer Kreuzfahrerflotte in südliche Gefilde auf. Northburgh und die Figur des Spielers verfolgen ihn, da kurz vor Forcas’ Aufbruch in einer benachbarten Stadt einige Kinder als vermisst gemeldet wurden. Northburgh nimmt an, dass Forcas diese entführt hat.
Nach einiger Zeit trifft Forcas auf Korsaren, die ihm im Austausch für die Kinder freies Geleit gewähren. Northburgh unterbricht die Verfolgung, um die Kinder zu befreien. Mit Unterstützung des in der Region ansässigen orientalischen Großwesirs Al Zahir gelingt es Northburgh und der Spielfigur, die Korsaren zu besiegen und die Geiseln zu befreien. Als beide sich im Anschluss auf den Weg zum Kaiser machen, um Forcas’ Handlungen offenzulegen, fängt letzterer ihr Schiff ab und verhaftet Northburgh. Seinen Begleiter lässt Forcas dagegen ziehen, da er ihn nicht mehr für gefährlich hält.
Al Zahir ist jedoch gewillt, den Kreuzzug zu verhindern, und erklärt sich bereit, die Spielfigur zu unterstützen. Der Großwesir führt ihn dazu zum Stützpunkt der Kreuzfahrerarmee. Er beabsichtigt, die strenggläubige Heerführerin Marie D’Artois, die überzeugt ist, dass der Zug im Namen des Christentums erfolgt, davon zu überzeugen, dass er ohne kaiserliche Billigung erfolgte und Forcas mit Korsaren paktierte. Dies gelingt mittels eines Dokuments aus einem Schiffswrack der Korsaren. D’Artois stellt sich gegen Forcas und zerstört gemeinsam mit der Hauptfigur dessen Flotte.
Anschließend fliehen beide vor der Hauptstreitmacht des Kardinals, der inzwischen bei den Überresten von Forcas’ Vorhut eingetroffen ist, zu Maries Siedlung Edenreuth und beziehen dort Stellung. Lucius belagert und zerstört die Stadt, jedoch konnten die Verfolgten vorher mit Hilfe von Al Zahir entkommen. Nach ihrer Flucht zur Residenz des Kaisers entdeckt die Spielfigur, dass der Kaiser vom Kardinal vergiftet wurde, und stellt ein Gegenmittel her. Lucius plant inzwischen, einen Dom zu errichten, um nach dem drohenden Tod des Kaisers die Herrschaft der Kirche zu beanspruchen. Der Hauptfigur gelingt es aber, vor der Fertigstellung von Lucius’ Bauwerk einen eigenen Dom zu errichten. Lucius beginnt daraufhin, seine Widersacher anzugreifen. Mit Unterstützung der Flotte des Kaisers, der inzwischen genesen ist, wird er jedoch besiegt und entmachtet.

## Spielprinzip

### Allgemein

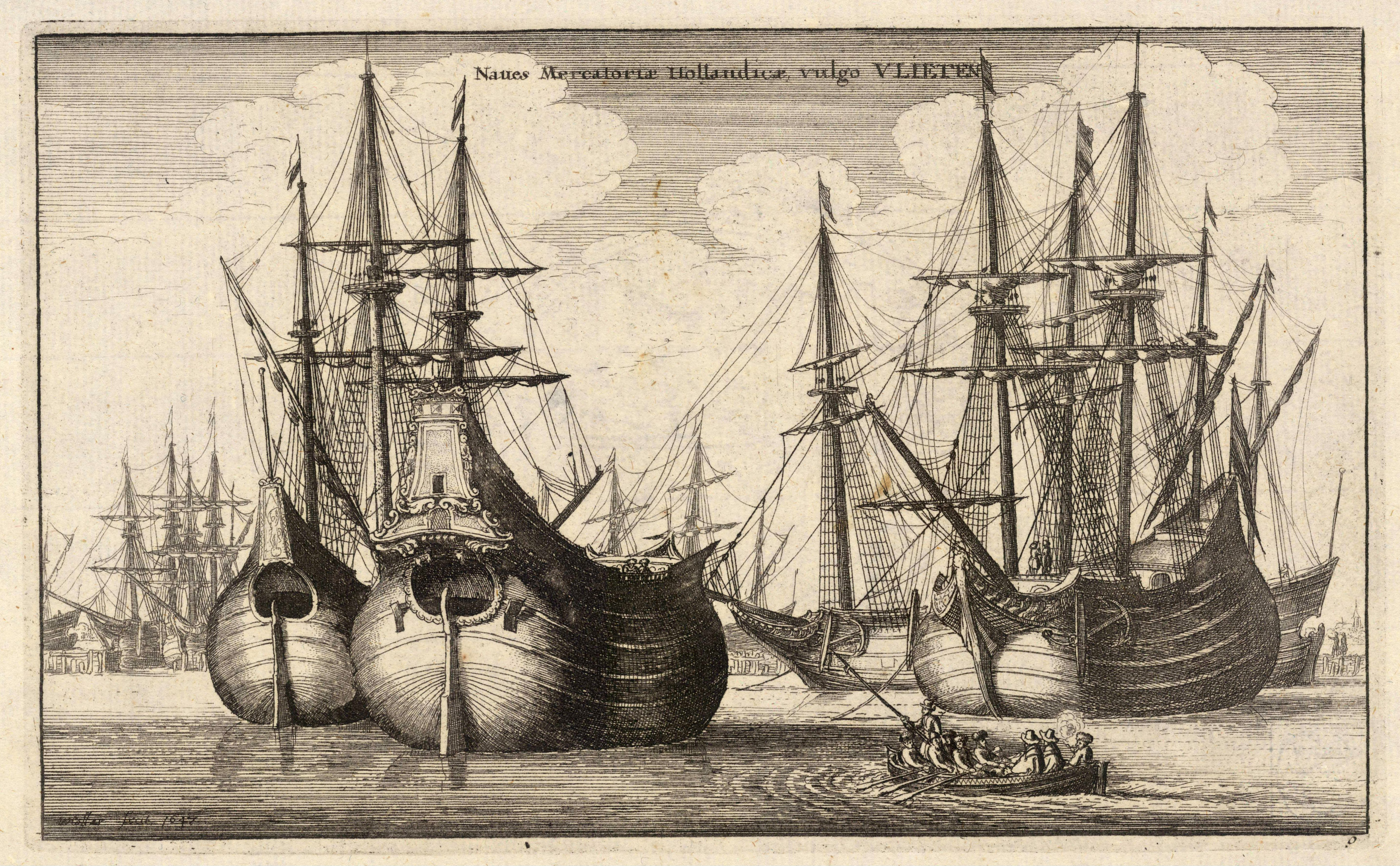
Die Handelsschifffahrt ist für den Fortschritt im Spiel entscheidend

Zu Beginn einer Partie startet der Spieler in einer kaum besiedelten Inselregion. Er beginnt wahlweise mit einem Segelschiff zur eigenständigen Suche einer geeigneten Insel oder mit einem Kontor auf einem vom Computer zufällig ausgewählten Eiland. Für den Start steht ihm eine begrenzte Anzahl an Baumaterialien sowie Nahrungsmitteln zur Verfügung.
Den Schwerpunkt des Spiels stellen der Aufbau und das Aufrechterhalten eines stabilen Wirtschaftskreislaufs dar. Nachdem der Spieler eine Grundversorgung hergestellt hat, versucht er, seine Siedlung zu vergrößern. Erforderlich ist dazu, dass er seine Einwohner konstant mit Waren wie Nahrung oder Kleidung versorgt. Um dies zu bewerkstelligen, baut der Spieler schrittweise Produktionsketten für die Güter, die die Bevölkerung benötigt, aus.
Anfänglich wird die Siedlung ausschließlich von Bauern bewohnt. Diese besitzen vergleichsweise wenig Bedürfnisse. Werden Bürger höherer Bevölkerungsschichten sesshaft, entwickeln diese komplexere Bedürfnisse, die für den Spieler zunehmend aufwändiger in der Erfüllung werden.
Die Szenerie von Anno 1404 bilden Okzident und Orient. Eine Neuerung des Spiels ist, dass es erforderlich ist, neben einer europäischen Siedlung eine orientalische Siedlung aufzubauen, da bestimmte Rohstoffe und Waren, die die Europäer fordern, nur im Orient hergestellt werden können. In früheren Teilen brauchte der Spieler sich dagegen nur auf eine Siedlung zu konzentrieren. Bis zu drei computergesteuerte Mitspieler versuchen ebenfalls, durch den Siedlungsbau in der Region Fuß zu fassen. Mit diesen kann der Spieler sowohl in friedlicher als auch in kriegerischer Weise interagieren.
Anno 1404 bietet eine große Anzahl an Auszeichnungen und Medaillen, die der Spieler durch besondere Leistungen im Spiel erreichen kann, etwa durch das Absolvieren der Kampagne oder das Erreichen bestimmter Einwohnerzahlen. Einige davon nehmen jedoch auch Bezug auf bekannte Filme oder Literatur.

### Städtebau
Der Spieler errichtet Wohnhütten, die sich im Laufe der Zeit zu Villen entwickeln. Voraussetzung dafür ist, dass die Bedürfnisse der Einwohner erfüllt werden. Diese unterteilen sich in zwei Gruppen. Die einen werden durch Güter gestillt, die anderen durch Gebäude, die in der Nachbarschaft errichtet werden.
Am Anfang einer Partie verlangen die Bewohner nach Nahrung in Form von Fisch, dem Getränk Most und nach einem Marktplatz sowie einer Kapelle in der Nähe ihrer Häuser. Sind diese beiden Bedürfnisse über einen längeren Zeitraum hinweg erfüllt und ist die Steuerbelastung nicht zu hoch, so entwickeln sich die ansässigen Bauern zu Bürgern. Bürger verlangen zusätzlich nach Kleidung und nach einem Schankhaus. Weiterhin wurde das Bedürfnis nach Nahrung um Gewürze erweitert.
Zur Produktion von Gewürzen ist es erstmals erforderlich, eine orientalische Insel zu besiedeln, da diese nur auf solchen wachsen. Der Bau einer orientalischen Siedlung ist zunächst nicht möglich. Der Spieler muss erst in Kontakt mit einem orientalischen Großwesir treten, um die Baupläne einiger Gebäude zu erhalten. Anschließend beginnt er damit, analog zur ersten, europäischen Siedlung eine im Orient zu errichten. Der Aufbau und Unterhalt dieser Siedlungen läuft aber nach dem gleichen Schema ab.
Gelingt dem Spieler die Versorgung der Bürger, so steigen diese zu Patriziern auf. Mit der Patrizierstufe sind erneut neue Bedürfnisse verbunden. Erfüllt der Spieler auch diese, so entwickeln sich die Patrizier zu Adligen. Eine Neuerung von Anno 1404 ist, dass nur noch ein bestimmter Anteil der Bevölkerung zur nächsthöheren Stufe aufsteigen darf.
Die Aufteilung der Bedürfnisse in einzelne Kategorien ist ein weiteres neues Element von Anno 1404. Während im Vorgänger alle Bedürfnisse separat voneinander erfüllt werden mussten, werden hier ähnliche Bedürfnisse gruppiert. Beispielsweise werden die Forderungen nach Fischen, Gewürzen und Brot zum Bedürfnis Nahrung zusammengefasst. Dadurch ist es nicht mehr erforderlich, die Einwohner mit allen Waren zu versorgen. Dies erleichtert dem Spieler das Vermeiden von Warenengpässen.
Analog zur Entwicklung der Hauptsiedlung kann sich auch die orientalische Kolonie zu einer Großstadt entwickeln. Das Prinzip ist dabei das gleiche, lediglich die Entwicklungsmöglichkeiten sind mit zwei Bevölkerungsstufen, Nomaden und Gesandte, geringer.

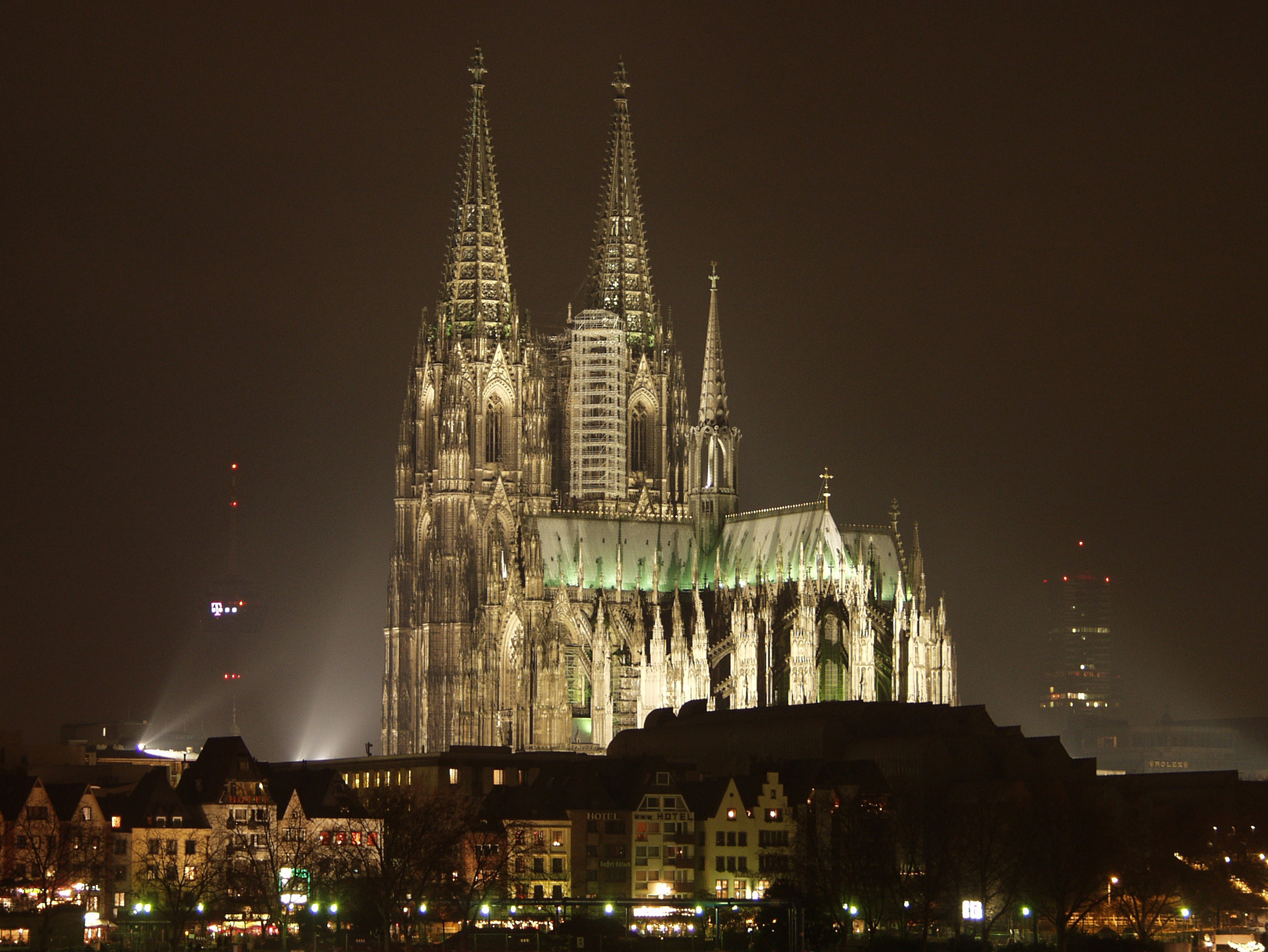
Eine gotische Kathedrale ist eine der Monumentalbauten in Anno 1404

Die meisten Gebäude kann der Spieler an beliebigen Orten auf seinen Inseln platzieren. Minen können dagegen nur auf entsprechenden Rohstoffvorkommen errichtet werden. Ebenso können Hafengebäude nur an Küsten gebaut werden. In Anno 1404 hat der Aufbau einer Hafenanlage an Komplexität, aber auch an Vielseitigkeit gewonnen. Dem Spieler stehen nicht mehr nur Werften und Kontore, sondern auch Verteidigungsanlagen, Lagerhäuser und andere Bauoptionen zur Verfügung.
In beiden Kulturkreisen kann der Spieler Monumentalbauten errichten, sobald er eine gewisse Anzahl an Einwohnern der jeweils höchsten Bevölkerungsstufe erreicht hat. Dies sind ein Kaiserdom und eine große Moschee. Monumentalbauten werden im Unterschied zu regulären Bauvorhaben in mehreren Stufen und über einen längeren Zeitraum errichtet. Beide Bauten erfordern aufgrund ihres großen Bedarfs an Geld und Baumaterialien eine leistungsfähige Wirtschaft. Bei Fertigstellung eines Monuments reisen der Kaiser oder der Sultan in die Inselregion. Sie gewähren dem Spieler Zugriff auf leistungsstarke Items und erteilen ihm hin und wieder Aufträge.

### Wirtschaftssimulation
Um für den Ausbau seiner Siedlung sowohl die Waren als auch die finanziellen Mittel zu besitzen, baut der Spieler einen stabilen Wirtschaftskreislauf auf. Die Basis dieses Kreislaufs stellen Produktionsbetriebe dar.
Zu Beginn besteht die Siedlung des Spielers nur aus einfachen Hütten, in denen die niedrigste Bevölkerungsschicht, die der Bauern lebt. Für deren Versorgung ist lediglich Fisch erforderlich. Höhere Schichten wie die Bürger oder die Patrizier fordern zusätzlich nach Kleidung, Büchern, Kirchen und anderen Dingen. Während die Bedürfnisse der Bauern sich noch mit geringem Aufwand erfüllen lassen, erfordern die der höheren Bevölkerungsschichten teilweise komplexe Produktionsketten und bestimmte Ressourcen. Für die Herstellung von Büchern sind beispielsweise Papier und Indigo erforderlich. Papiermühlen erfordern einen nahegelegenen Fluss und Indigofarmen erfordern warmes Klima und eine entsprechende Fruchtbarkeit.
Die Inseln, die erschlossen werden können, sind für bis zu vier landwirtschaftliche Erzeugnisse fruchtbar. Dazu zählen beispielsweise Getreide, Wein oder Kaffee. Weiterhin sind auf den meisten Inseln Bodenschätze vorhanden, etwa Eisenerz, Stein oder Gold.
Alle Gebäude, Schiffe und Truppen verursachen laufende Kosten. Um eine positive Wirtschaftsbilanz zu erreichen, stehen dem Spieler im Wesentlichen zwei Möglichkeiten offen. Die Haupteinnahmequelle stellen die Steuerabgaben der Bevölkerung dar. Das zweite Standbein der Wirtschaft stellt der Handel dar. Der Spieler kann überschüssige Güter verkaufen. Dazu kann er entweder Waren an seinen Kontoren zum Verkauf anbieten oder eigenständig Handelsreisen durchführen.
Neu in der Anno-Reihe eingeführt wurden Items, mit denen der Spieler sich verschiedene Vorteile verschaffen kann. Dazu zählen beispielsweise Boni für Schiffe und Produktionsbetriebe oder Saatgut, durch das der Spieler Inseln für bestimmte Güter fruchtbar machen kann. Items kann der Spieler bei Händlern und bei den Korsaren erwerben.

### Interaktion mit anderen Spielern
Bei der Besiedelung einer Region trifft der Spieler auf computergesteuerte Händler, Konkurrenten und Korsaren. Im Vergleich zum Vorgänger, in dem man einheimischen Völkern begegnen konnte, gibt es weniger Parteien, mit denen der Spieler interagieren kann. Im Gegenzug besitzt der Spieler umfangreichere diplomatische Möglichkeiten gegenüber den vorhandenen Parteien. In Anno 1404 besitzen alle Parteien außerdem die Möglichkeit, dem Spieler ab und an Aufträge zu erteilen.
Händler besiedeln zentral gelegene Inseln und versorgen den Spieler mit Waren und Items. Zusätzlich unterstützen sie den Spieler in finanziellen oder militärischen Notlagen. In jeder Partie sind zwei Händler ansässig, Lord Northburgh und Al Zahir.
Bis zu drei Konkurrenten versuchen wie der Spieler, eine funktionierende Niederlassung aufzubauen. Die Konkurrenten stellen individuell gestaltete Profile dar, die sich in allgemeiner Spielstärke und Schwerpunktsetzung unterscheiden. Sie können dem Spieler freundlich oder feindlich gesinnt sein. Mit freundlich gesinnten Mitspielern kann der Spieler Handel treiben und eine Allianz begründen.
Korsaren begegnet der Spieler vornehmlich in orientalischen Gefilden. Sie sind allen Spielern von Anfang an feindlich gesinnt und überfallen deren Schiffe. Der Spieler kann mit den Piraten auf zwei Weisen Frieden schließen, auf militärische und auf diplomatische Weise. Wählt der Spieler den militärischen Weg, muss er eine gewisse Anzahl an Schiffen versenken, um den Piratenanführer zur Aufgabe zu zwingen. Der alternative Weg besteht in umfangreichen Tributzahlungen.

### Kriegsführung
Anno 1404 beinhaltet militärische Kämpfe zu Lande und zu Wasser. In Gefechten an Land befehligt der Spieler Truppenverbände. Diese treten in Form von Heerlagern in Erscheinung. Heerlager besitzen, sobald sie Stellung bezogen haben, einen bestimmten Aktionsradius. Überlappen sich diese Aktionsradien bei zwei verfeindeten Lagern, so können die Lager sich angreifen. Verbündete Einheiten, die sich in der Nähe befinden, können als Verstärkung herbeigerufen werden.
Den Spielern stehen zwei Arten von Truppen zur Verfügung, Soldaten und Belagerungsgerät. Soldaten bestehen aus Infanterie und Kavallerie und dienen zum Bekämpfen anderer Soldaten. Belagerungsmaschinen umfassen Kanonen sowie Trebuchetstellungen und werden in erster Linie zum Bekämpfen von Gebäuden genutzt. Truppen kann der Spieler sowohl im Orient als auch im Okzident rekrutieren. Dabei variieren die Truppen der beiden Kulturkreise. Im Okzident stehen dem Spieler größere und kampfstärkere Heerlager zur Verfügung, dafür besitzt der Spieler im Orient Zugriff auf Kanonen mit großer Reichweite sowie auf Mineure.
Kämpfe zur See gestalten sich vergleichsweise einfach. Sobald sich ein mit Kanonen oder Ballisten bestücktes Schiff einem feindlichen nähert, kann es das Feuer eröffnen.

### Spielmodi
Den zentralen Spielmodus stellt wie in Anno 1701 das Endlosspiel dar. In diesem Spielmodus tritt der Spieler gegen bis zu drei Computergegner in einer zufällig generierten Inselumgebung an und versucht, seine Siedlung zu errichten. Dieser Modus lässt dem Spieler große Handlungsfreiheit. Er kann entweder mit offenem Ende spielen oder vor Beginn einer Partie Siegbedingungen setzen. Darunter fallen beispielsweise das Erreichen einer bestimmten Bevölkerungszahl oder das Erwirtschaften eines bestimmten Vermögens.
Weiterhin steht eine aus acht Missionen bestehende Kampagne zur Verfügung. Diese fungiert in erster Linie als Einführung in die Spielmechaniken von Anno 1404. Die Missionen werden nacheinander freigeschaltet. Sie setzen sich aus Einzelzielen zusammen, die in Haupt- und Nebenziele unterteilt sind. Hauptziele stellen dabei den zentralen Handlungsstrang dar. Nebenziele erleichtern dem Spieler das Bewältigen der Hauptaufgaben. Der Spieler kann die Missionen auf drei verschiedenen Schwierigkeitsgraden bestreiten. Diese variieren in den Startressourcen, die dem Spieler zur Verfügung stehen.
Außerdem sind sechs Szenarien anwählbar. Szenarien beinhalten vorgegebene Start- und Siegbedingungen, lassen jedoch dem Spieler ansonsten freie Hand.

### GUI

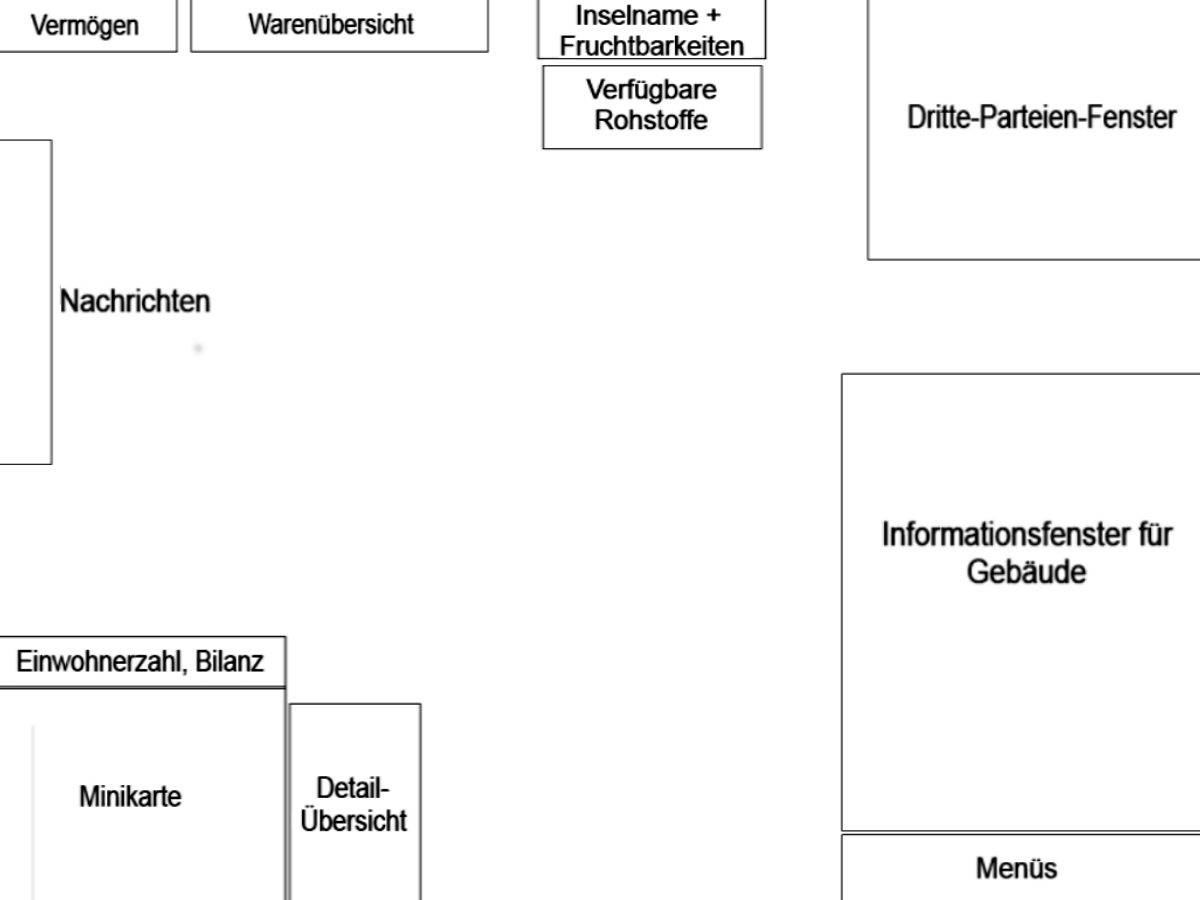
GUI von Anno 1404, alle wesentlichen Fenster werden angezeigt

Die Benutzeroberfläche zeigt dauerhaft eine Minikarte, die die erkundeten Teile der Inselwelt abbildet, und eine Finanzübersicht, die das aktuelle Vermögen des Spielers zeigt. Diese kann bei Bedarf um eine genaue Bilanz erweitert werden.
Weitere Übersichten können bei Bedarf eingeblendet werden. Wählt der Spieler ein beliebiges Objekt an, erscheint ein Informationsfenster mit grundlegenden Daten über das gewählte Objekt. Ist die Kamera auf eine Insel gerichtet, werden die Vorräte an Baumaterialien, die Anbaumöglichkeiten und die auf der Insel vorhandenen Rohstoffe angezeigt. Wählt der Spieler ein Wohnhaus an, so erscheint ein Überblick über die Bedürfnisse der Einwohner und ein Schieberegler, mit dem das Steuerniveau eingestellt werden kann.
Die Kamera zeigt das Geschehen wie im Vorgänger aus der Vogelperspektive. Sie lässt sich frei drehen und besitzt standardmäßig drei Zoomstufen. Allerdings kann der Spieler die Zoomstufen abschalten und die Kamera frei an das Spielgeschehen heranführen.

## Entwicklungsgeschichte

### Entwicklung

Logo von Related Designs

Das Spiel wurde erstmals offiziell im Jahr 2008 auf der Leipziger Spielemesse Games Convention vom Publisher Ubisoft angekündigt. Bereits zuvor hatte der Entwickler Fachmagazinen kurze Spielsequenzen vorgeführt. Neben einer Vorstellung der wesentlichen Neuerungen des Spiels gab das Studio als voraussichtliches Veröffentlichungsdatum den März 2009 an.
Als Entwickler fungierte erneut das Mainzer Studio Related Designs. Entwicklungsleiter war wie beim Vorgänger Dirk Riegert. Das Projekt wurde von Christopher Schmitz vom Düsseldorfer Publisher Blue Byte koordiniert. Das Kernteam bestand aus rund 60 Entwicklern, phasenweise wirkten jedoch bis zu 100 Personen am Spiel mit.
Schmitz gab als Entwicklungsziel an, das Spiel anspruchsvoller und komplexer gestalten zu wollen. Damit sollte dem beim Vorgänger häufig bemängelten zu niedrigen Schwierigkeitsgrad gerade in der späten Phase einer Partie entgegengetreten werden.
Weiterhin sollte die militärische Komponente tiefgreifend überarbeitet werden. Kämpfe in Anno 1701 fußten auf den Mechanismen zahlreicher Echtzeitstrategiespiele, bei denen viele Einheiten ins Feld geführt werden und Schnelligkeit ein entscheidender Faktor ist. Die verfeindeten Spieler stellen ihre Truppen auf und führen sie gegeneinander ins Feld. Dabei besitzt der Spieler die Möglichkeit, jede einzelne Einheit zu steuern. Dieses System wurde jedoch vielfach als zu simpel und chaotisch kritisiert. Der Entwickler plante deswegen, ein stärker strategisch gekennzeichnetes System zu erarbeiten.
Im Januar begann das Unternehmen mit einem Betatest, an dem sich Spieler beteiligten konnten. Im März veranstaltete der Publisher kurz vor der Veröffentlichung eine Werbeaktion, bei der 30 Spieler bereits vor der Veröffentlichung von Anno 1404 das Spiel in Hamburg über mehrere Stunden testen konnten. Ende April gab Ubisoft an, dass das Spiel voraussichtlich im Juni erscheinen werde. Anfang Juni erreichte das Spiel schließlich den Goldstatus. Damit war es bereit für die Veröffentlichung.
Für die Spielmusik wurde Vokalmusik komponiert. Sie verbindet europäische mit orientalischen Elementen. Für die Aufnahmen buchte Related Designs die Staatskapelle Halle und den Philharmonic Choir Leipzig. Die Musik läuft durchgängig im Hintergrund. Daneben wurden zahlreiche Toneffekte wie Tiergeräusche, Gespräche zwischen Bürger oder Naturereignisse produziert. Die Auswahl der Ton- und Musikstücke erfolgt in Abhängigkeit zur Kameraposition des Spielers. Je nachdem, wie nah er an das Geschehen heranzoomt oder auf welche Region die Kamera gerichtet ist, spielt das Programm entsprechende Tonstücke ab.

### Technik
Für Anno 1404 wurde eine neue Engine programmiert, die eine detailliertere Wassersimulation und die Darstellung von Windströmungen ermöglichte. Das Spiel unterstützt die Grafikschnittstelle DirectX in den Versionen 9 und 10 und wurde zwecks Leistungssteigerung für Mehrkernprozessoren optimiert. Mittels Multithreading unterteilt die Engine die Berechnungen des Spiels in verschiedene Blöcke, die als Arbeitslisten auf mehrere Kerne aufgeteilt werden können.
Als Kopierschutz kam das französische Tagèssystem zum Einsatz. Tagès erforderte eine einmalige Onlineaktivierung und begrenzte die Anzahl der möglichen Neuinstallationen auf drei. Für weitere Freischaltungen mussten Spieler Kontakt zu Ubisoft aufnehmen.

### Veröffentlichung
Auf dem europäischen Markt erschien Anno 1404 am 25. Juni 2009 für Windows. In Nordamerika kam es am selben Datum unter dem Titel Dawn of Discovery auf den Markt. Ubisoft veröffentlichte den Titel in zwei Ausführungen, eine einfache und eine limitierte. Letztere enthielt neben dem Spiel ein Buch mit Konzeptzeichnungen, einen Kompass, ein Poster und weitere Zusätze.
Im Oktober 2009 erschien ein erster Patch für das Spiel. Es entfernte den von Spielern vielfach kritisierten Tagèsschutz und behob einige Fehler. Zeitgleich wurden zwei Editoren veröffentlicht, ein Karteneditor und ein Skripteditor. Der Karteneditor dient dem Erstellen eigener Inselwelten. Ein solcher war bereits im Vorgänger enthalten, dieser war jedoch anders als der neu veröffentlichte eher einfach gehalten. Mithilfe des Skripteditors können eigene Szenarien und Modifikationen mit begrenztem Umfang erstellt werden. Der leitende Entwickler Christopher Schmitz kommentierte die Programme folgendermaßen:

„Die Editoren sind vorrangig für fortgeschrittene Spieler gedacht. Sie richten sich im Gegensatz zu den Editoren von 1701 primär nicht an interessierte Anfänger. Es sind grundsätzlich Tools und Editoren, mit denen wir auch in der Entwicklung gearbeitet haben. Man muss kein Programmierer sein, um diese Programme zu bedienen, aber es hilft sich bereits mit Modding, Scripting, Leveldesign usw. ein wenig auszukennen. In der Entwicklung wurden die Editoren vorrangig von Leveldesignern und Gamedesignern eingesetzt, um Spielinhalte zu erstellen und zu editieren. Es wird daher auch engagierten Laien möglich sein, nach einer Einarbeitungsphase mit unseren Tools zu arbeiten.“

Im November 2009 verkündete Ubisoft in einer Pressemitteilung, dass eine Erweiterung zum Spiel mit dem Titel Anno 1404: Venedig in Arbeit sei. Diese Erweiterung erschien am 25. Februar 2010 in Europa für Windows. In Nordamerika erschien der Titel am gleichen Tag ebenfalls für Windows unter dem Titel Dawn of Discovery: Venice. Auf dem britischen Markt folgte die Erweiterung einen Tag später.
Am 25. November 2010 erschien die Anno 1404: Königs-Edition, bestehend aus Anno 1404 und dem Add-on Venedig. Ebenfalls Ende November veröffentlichte Related Designs einen Patch, der einen schwerwiegenden Fehler in der Speicherroutine behob. Bereits nach der Veröffentlichung von Anno 1404 beklagten zahlreiche Spieler, dass das Spiel beim Speichern abstürze oder fehlerhafte Speicherstände anlege. Die Erweiterung Venedig wies diesen Fehler ebenfalls auf.
Im Juli 2014 erschien unter dem Namen Drei Epochen ein Spielepaket bestehend aus Anno 1404, dem Vorgänger 1701 sowie dem Nachfolger Anno 2070.

## Rezeption

### Vorschauberichte
In einem frühen Vorschaubericht der Zeitschrift PC Games bezeichnete der Verfasser die Grafikleistung des Spiels als in ihrem Genre wegweisend. Es sei bereits erkennbar, dass sich ihr Stil geändert habe. Sie sei weniger bunt, was allerdings gut in die Epoche des Spätmittelalters passe. In spielerischer Hinsicht werde das Spiel komplexer und fordernder. Vielversprechend sei auch das Erfordernis, zwei Siedlungen parallel aufzubauen.
Heiko Klinge von GameStar beschrieb den gestiegenen Anspruch des Spiels als vielversprechend. Durch zahlreiche neue Elemente wie eine Kampagne, einen überarbeiteten Wirtschaftskreislauf und durch Monumentalbauten habe das Spiel gute Chancen, die Schwäche des Vorgängers, die sich im späteren Spielverlauf regelmäßig einstellende Eintönigkeit einer Partie zu beseitigen.

### Rezensionen
Die Verwendung des Tagès-Systems stieß bei Spielern wegen der damit verbundenen Umstände sowie häufiger technischer Fehler, etwa im Zusammenhang mit der in Windows Vista eingeführten Benutzerkontensteuerung, auf Kritik. Bei führenden Spielemagazinen erreichte das Spiel allerdings durchgängig hohe Bewertungen. Die Onlinedatenbank Metacritic, die Testberichte sammelt und eine durchschnittliche Wertung ermittelt, errechnete für dieses Spiel eine Wertung von 82 von 100 Punkten.
Marcel Kleffmann vom deutschen Onlinemagazin 4Players bezeichnete Anno 1404 als den bislang besten Titel der Reihe. Er verfüge über eine detailreich und liebevoll gestalteten Spielwelt. Josh Clark von IGN lobte den hohen Detailgrad der Gebäudemodelle. Eine weitere Stärke der Darstellung sei, dass die Siedlungen außergewöhnlich belebt wirken. Das Spiel simuliere eine Vielzahl von Bürgern, die ihrer Arbeit nachgehen oder über die Straßen spazieren. Störend sei dagegen, dass die Texturen der Objekte erst nach einer spürbaren Verzögerung in ihrer höchsten Qualität dargestellt werden. Christian Schlütter von der Zeitschrift PC Games lobte die Darstellung des Wassers, die unter anderem mit realistisch wirkenden Spiegelungen und Reflexionen aufwarte.
Die Spielmechaniken wurden von den Testern ebenfalls gelobt. Kleffmann schrieb, dass es dem Spiel gelinge, durchgängig zu motivieren und Spielern stets neue Herausforderungen zu bieten. Damit behebe der Titel auch eine häufig kritisierte Schwäche des Vorgängers 1701, die zu geringe Herausforderung im späteren Verlauf einer Partie. Schlütter lobte die Komplexität, die das Endlosspiel besitze. Dennoch überfordere das Spiel Einsteiger aufgrund seines langsamen Spielflusses nicht. Chris Buxton von Computer and Video Games kritisierte dagegen, dass der Spieler mit zu viel Mikromanagement belastet werde. Damit sei das Spiel insbesondere für Einsteiger mühsam zu bedienen.
Als Fortschritt bewertete Heiko Klinge von GameStar das neue Kampfsystem. Es seien nun weniger Einheiten auf dem Schlachtfeld, die sich langsamer bewegen. Dadurch verlaufen Kämpfe deutlich übersichtlicher. Auch fügen sich Gefechte dadurch besser in den eher gemächlichen Spielverlauf ein. Weniger überzeugend sei die künstliche Intelligenz, die die Computergegner steuert. Sie handle insbesondere in militärischen Auseinandersetzungen wenig planvoll. In den anderen Bereichen des Spiels, Aufbau, Handel und Diplomatie überzeugen die Computergegner dagegen.
Kritik übten einige Magazine an der Benutzeroberfläche. Schlütter schrieb, dass Übersichten über die eigenen Produktionsgebäude fehlen. Dadurch verliere man schnell den Überblick über die eigene Wirtschaft. Buxton und Clark bemängelten, dass das Spiel seine Funktionen nicht ausreichend erkläre. So seien Spieler zu oft dazu gezwungen, sich die Spielelemente selbst zu erschließen.
Als positiv hob Carolyn Petit von GameSpot die Vertonung des Spiels hervor. Die Hintergrundmusik passe sich dem Spielverlauf gut an und wirke authentisch. Überzeugend seien ebenfalls die Umgebungsgeräusche. Klinge lobte die Synchronisationsleistung. Überzeugend seien sowohl die Figuren, mit denen der Spieler in Kontakt tritt, als auch die Gespräche zwischen den Bewohnern, die zur glaubwürdigen Atmosphäre beitragen.

### Auszeichnungen
Mehrere Spielemagazine zeichneten das Spiel aufgrund seiner hohen Wertungen in Testberichten aus. GameStar vergab einen Platin-Award, 4Players verlieh Anno 1404 eine Gold-Auszeichnung.
Darüber hinaus gewannen der Titel und dessen Entwickler mehrere Computerspielpreise. 2009 erhielt das Studio Related Designs den Deutschen Entwicklerpreis in fünf Kategorien, unter anderem für das beste deutsche Spiel. Weiterhin erhielt das Spiel einen Red Dot Design Award. Ebenfalls vergab der Bundesverband Interaktive Unterhaltungssoftware eine Auszeichnung für die ersten 100.000 verkauften Einheiten.
Ein Jahr später gewann Anno 1404 den Deutschen Computerspielpreis in den Kategorien des besten deutschen und des besten internationalen Spiels des Jahres 2009. Der Sieg in der letzteren Kategorie sorgte mitunter für Verwirrungen, da diese Kategorie für Spiele aus anderen Ländern gedacht war. Kritiker beklagten, dass Abenteuer- und Actionspiele benachteiligt würden, da sie Gewaltszenen beinhalten.

### Verkaufszahlen
Innerhalb von zehn Tagen nach dem Verkaufsstart von Anno 1404 wurden 100.000 Exemplare des Spiels verkauft. Bis Ende 2009 wurde diese Zahl auf über 200.000 gesteigert.

## Erweiterung und Nachfolger

### Anno 1404: Venedig
Die Erweiterung Anno 1404: Venedig führte als wesentliche Neuerung einen Mehrspieler-Modus ein, der Partien mit bis zu acht Spielern via Internet oder lokalem Netzwerk unterstützt. Weiterhin fügte sie dem Spiel 15 Einzelspieler-Szenarien und einen neuen Charakter, den Venezianer Giacomo Garibaldi, hinzu.
Das Spielprinzip von Anno 1404 wurde um die Möglichkeit der Geheimdiplomatie erweitert. Spielern stehen Agenten zur Verfügung, mit deren Hilfe sie fremde Städte infiltrieren und sabotieren können. Ein weiteres neues Element ist der Stadtrat, der dazu genutzt werden kann, fremde Siedlungen aufzukaufen. Zusätzlich wurden neue Aufträge, Schiffe, Inseln und Erfolge eingefügt.
Venedig wurde von der Fachpresse positiv aufgenommen. Metacritic errechnete eine Durchschnittswertung von 78 von 100 Punkten. Kritiker lobten die Möglichkeit, Partien mit mehreren Spielern zu bestreiten. Auch die Möglichkeiten, Siedlungen der Konkurrenten käuflich zu erwerben oder zu sabotieren, fügten sich gut ins Spielerlebnis ein. Andere Tester bemängelten, dass die Neuerungen abgesehen vom Mehrspieler-Modus wenig Abwechslung bieten. Kurz nach der Markteinführung zählte die Erweiterung zu den fünf meistverkauften Windows-Spielen in Deutschland.

### Anno 2070

Logo von Anno 2070

Im November 2011 veröffentlichte Ubisoft einen Nachfolger für Anno 1404. Dieser erhielt den Titel Anno 2070. Er wurde wie der Vorgänger von Related Designs entwickelt.
Das Spiel baut auf dem Konzept von Anno 1404 auf, überträgt dieses jedoch in ein Zukunftsszenario. Beim Aufbau einer Siedlung spielen nun auch Faktoren wie Energieversorgung und Umweltschutz eine Rolle. Eine weitere Neuerung des Spiels ist die Möglichkeit, zu Beginn einer Partie zwischen zwei Fraktionen, den Tycoons und den Ecos, zu wählen, die sich in ihrer Spielweise spürbar voneinander unterscheiden. Zusätzlich bietet das Spiel umfangreiche Onlinefunktionen.
2070 schnitt bei Testberichten etwas besser als der Vorgänger ab. Metacritic berechnete eine Metawertung von 83 Punkten, GameRankings, eine ähnliche Plattform, kam auf einen noch höheren Wert. Tester lobten das neue Szenario, die fortschrittliche Grafik sowie die fordernden Spielmechaniken.

### Anno 1404: History Edition
Am 25. Juni 2020 veröffentlichte Ubisoft das Spiel mit technischen Anpassungen sowohl einzeln, als auch im Paket Anno History Collection mit Anno 1602, Anno 1503 und Anno 1701.